# مركز الشفلح
مركز الشفلح للأطفال ذوي الاحتياجات الخاصة هي منظمة في قطر، منظمة قطرية تأسست عام 1999 مخصص لرعاية الأشخاص ذوي الإعاقات الذهنية، وخاصة ذوي الاضطرابات طيف التوحد. حيث يقدم المركز خدمات صحية ورعاية خاصة. بالإضافة إلى ذلك تمتلك مركز الشفلح مراكزاً تعليمياً، وتوقع اتفاقيات مع شركات محلية من أجل مساعدة خريجيها في تأمين فرص عمل.

## تاريخ
تأسست المركز في عام 1999 بأسم مركز شفلح.

## أنشطة
تنشط المركز بتنظيم منتديات ومن ضمنها، المنتدى سنوي الذي يركز على القضايا العالمية التي تؤثر على الأشخاص ذوي الإعاقة. ويطلق على عنوان «المنتدى السنوي اسم منتدى الشفلح»، وتتداول المنتدى الموضوعات لمناقشتها في المنتدى منضمنها، الصعوبات التي يواجهها اللاجئون والأطفال المصابون باضطرابات طيف التوحد في البلدان النامية، وطرق التخفيف من هذه الصعوبات. وقد حضر العديد من زعماء العالم المنتديات السابقة.
يتم ايضاً إجراء أبحاث التوحد في المركز الطبي الوراثي التابع للمنظمة. كما أجرت المركز أيضًا تسلسل الجينوم كأداة بحث على نطاق محلي الخاص بها.
شهدت مركز الشفلح تخرج أول دفعة من طلابها. الذي بلغ عددهم 189 طالبًا.

## الشراكات
تتعاون مركز الشفلح مع منظمة Autism Speaks الأمريكية. حيث وقعت مركز الشفلح اتفاقية مع الخطوط الجوية القطرية بهدف توفير فرص عمل تفضيلية للأفراد ذوي القدرات الفكرية وهذا في ديسمبر 2014. وقد أدى هذا الاتفاقية إلى توظيف ما لا يقل عن 25 عضوًا من الشفلح من قبل شركة الطيران، كجزء من الدعم.